# 多羅霍日奇站
多羅霍日奇站 （羅馬化：Dorohozhychi,  （ⓘ））是基輔地鐵瑟雷茨-佩切拉線的一個車站，開通於2000年3月30日，是瑟雷茨-佩切拉線在西北端的第二個車站。車站的設計者是V. Gnevyshev，N.Aloshkin和T.Tselikovska。

## 外部連結
- （乌克兰語） Kyivsky Metropoliten - Station description and Photographs
- （俄文） Metropoliten.kiev.ua - Station description and Photographs
- （捷克文） Zarohem.cz - Photographs
- （俄文） Skorostnoy Tramvay （页面存档备份，存于） - Photographs